# Clausicella xanthocera
Clausicella xanthocera là một loài ruồi trong họ Tachinidae.